# Pluguffan
Pluguffan is een gemeente in het Franse departement Finistère, in de regio Bretagne. De plaats maakt deel uit van het arrondissement Quimper. Pluguffan telde op 1 januari 2022 4.229 inwoners.

## Geografie
De oppervlakte van Pluguffan bedroeg op 1 januari 2022 32,09 vierkante kilometer; de bevolkingsdichtheid was toen 131,8 inwoners per km².

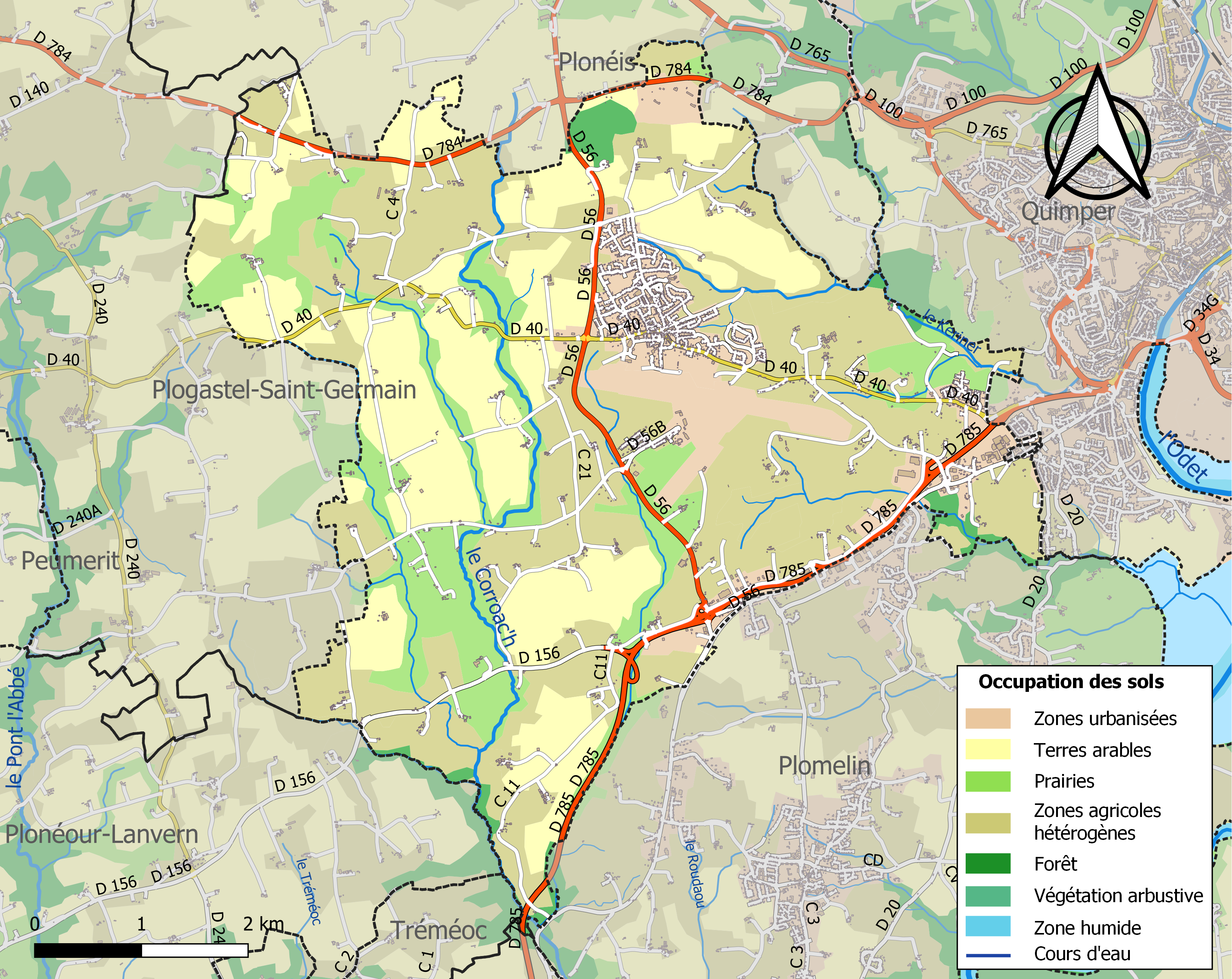
Kaart van de gemeente met belangrijkste infrastructuur, bodemgebruik en omliggende gemeenten

## Demografie
Onderstaande figuur toont het verloop van het inwonertal (bron: INSEE-tellingen).